# Wolfram Bühler

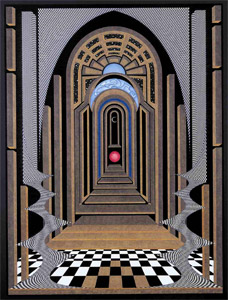
Grafik von Wolfram Bühler

Wolfram Bühler (* 3. Mai 1952 in Goldbach (Unterfranken)) ist ein deutscher Maler und Grafiker.

## Biographie
Geboren wurde Wolfram Bühler in Goldbach bei Aschaffenburg.
Heute lebt er in Hösbach-Feldkahl im nahegelegenen Vorspessart.

## Technik
In den mit Tusche und Buntstift ausgeführten Zeichnungen des freischaffenden Künstlers dominieren geometrische Elemente, Schachbrettmuster und organisch anmutende Formen. Eine tragende Rolle übernimmt neben der Verwendung von pastellen Tönen und Weiß die Farbe Schwarz, durch deren Auftrag die vorgestellten Räume eine sphärische Tiefe erreichen.
Gleich einem Mandala werden die Arbeiten von Kreis und Quadrat beherrscht, die in ihrer Synthese als Symbol für umfassende Ganzheit gelten.
Ausgehend von einem zentralen Punkt baut Bühler seine Konstruktionen expansionsartig zu den Bildrändern hin auf um sie schließlich mit Buntstift und Tusche in gleichsam unendlichem Detailreichtum zu gestalten.
Seine Zeichnungen nehmen eine Sonderstellung in der modernen Kunst ein. In ihnen finden sich sehr unterschiedliche Anklänge wie an die psychedelische Kunst der späten sechziger Jahre, an Jugendstil und Op-Art, an Gotisches und Renaissancehaftes.

## Selbstverständnis
Bühler beruft sich auf mystische Erfahrungen, die er in seiner Kindheit erlebte und durch seine Bilder verarbeitet. Da die Zeichnung mit Tusche keine Korrekturen zulassen, sei ein Höchstmaß an Konzentration und Präzision erforderlich.
Gerne verwendet er hierzu den Vergleich mit einem Pilger, der auf seinem Weg bewusst den schwierigsten (Buddhismus) oder schmerzhaften (Katholizismus) Weg wähle, um hierdurch eine Maximierung der inneren Reinigung zu erreichen.
Der Kern der Botschaft sei humanitären Ursprungs und alle Überlegungen die darin verborgen sind, gebe dem Betrachter Einblicke in das Konzept der Humanität.

## Ausstellungen
- 1986 Galerie Christa Moering, Wiesbaden
- 1989 Art Exhibition, Washington
- 1990 Art Stuttgart, Stuttgart
- 1997 Stiftsgalerie, Aschaffenburg
- 1999 Schlossbergmuseum, Chemnitz
- 2003 Ausstellungsreihe „Visionäre Ästhetik“ in Ungarn:[1]
Miskolc Museum of Contemporary Art, Miskolc
Sárospatak Gallery, Sarospatak[2]
Budapesti Unitarius Hirlevel, Budapest[3]
Arpad Muzeum, Rackeve
- 2006 Ostslowakisches Museum, Košice/Slowakei
- 2006 Ottó Herman-Museum, Miskolc/Ungarn
- 2008 Kunstfest Artbreit, Marktbreit[4]
- 2013 Ausstellung „Präzision ist Konzentration“, Städtische Museen Aschaffenburg, Schloß Johannisburg[5]
- 2015 Ausstellung in der „Auberge de Temple“, Johannesberg[6]
- 2021 Ausstellung „Visionäre Ästhetik. Aufbruchstimmung in eine neue Zeit“, Mühlenforum Glattbach[7]